# Paweł Kakietek
Paweł Kakietek (ur. 2 lipca 1975 w Milanówku) – polski bokser, policjant, olimpijczyk z Sydney 2000.
W trakcie kariery sportowej reprezentował klub Gwardia Warszawa. Mistrz Polski w kategorii:
- lekkopółśredniej w latach 1996, 1997,
- średniej w latach 1999, 2000, 2001, 2002.

Uczestnik mistrzostw świata w roku 2001 w Belfaście, gdzie wystartował w kategorii średniej, odpadając w pierwszej rundzie.
Zwycięzca turnieju im Feliksa Stamma w wadze średniej w latach 1999, 2000.
Na igrzyskach w Sydney wystartował w wadze średniej, odpadając w eliminacjach. Został sklasyfikowany na 9. miejscu.